# Lijnbaan (Den Haag)
De Lijnbaan is een korte maar belangrijke straat in het centrum van Den Haag. De straat ligt in het verlengde van het Buitenom en gaat met een bocht naar links over in de Loosduinseweg. Het is een belangrijke route voor het het openbaar vervoer en de vrije baan op de Prinsegracht, die in 1967-1968 is aangelegd, gaat met een bocht naar rechts over in de Lijnbaan. Aan de Lijnbaan bevindt zich het Medische Centrum Westeinde.
De naam Lijnbaan verwijst naar een touwslagerij die daar vroeger gevestigd was. Na de aanleg van de Grote Marktstraat werd dit met de Prinsegracht een belangrijke uitvalsroute waarvoor doorbraak bij de Lijnbaan noodzakelijk was. Tot 1938 was de Lijnbaan een smalle rechte straat. Tussen 1882 en 1932 had de WSM-stoomtram hier zijn eindpunt, met 2 sporen op straat. De WSM wilde wel maar mocht van de gemeente niet de stad in; vandaar het provisorische eindpunt. Daar paste niet nog meer rails naast, wat de reden was om tramlijn 10 van 1927 tot 1938 te leiden via Bleekerslaan (heen) en Warmoezierstraat (terug). Tot in 2003 is lijn 10 over de Lijnbaan blijven rijden. In 1983 kwam tramlijn 2 (4e) er bij, in 2003 tramlijn 3 (3e)(vanaf 2007 werd dat RandstadRail 3), in 2007 RandstadRail 4, en in 2020 RandstadRail 34.